# Sam Francis
Samuel Lewis Francis (San Mateo, 25 giugno 1923 – Santa Monica, 4 novembre 1994) è stato un pittore statunitense.
Era nato a San Mateo, California, e ha compiuto gli studi di botanica, medicina e psicologia all'University of California, Berkeley. Era al servizio dell'United States Air Force durante la Seconda guerra mondiale prima di essersi ferito durante un incidente. Quando tornò a Berkley continuò gli studi di arte frequentando la School of Arts, allievo di Clifford Still. La sua pittura si caratterizzò per una piena libertà di strutture con tracce impressionistiche. Successivamente si inserì nella corrente dell'espressionismo astratto e poi dell'action painting americana.